# Сандавізая I
Сандавізая I (*бірм. စန္ဒာဝီဇရ, д/н — 1731) — 34-й володар М'яу-У в 1710—1731 роках.

## Життєпис
Походив з аристократів. За деякими повідомленями був очільником одного з військових загонів. 1710 року підняв повстання проти володаря Сандатурії II, якого у вересні було переможено та повалено. За цим здолав каман (палацову гвардію), що з 1685 року визначала політику в державі та ставила своїх кандидатів на трон. Рештки переможених каман він переселив на острів Рамрі.
Протягом нетривалого часу навів лад в державі, приборкав васальні племена, відновивши єдність М'яу-У. Окремою опікою стало створення нової армії, реформування палацової гвардії. Протягом 1710—1720 років здійснив декілька успішних походів проти імперії Таунгу, користуючись слабкістю правителів Санай Міна, а потім заколотами проти Танінґанвая. Проте не вдалося розширити володіння, лише розграбувати південь долини річки Іраваді.
При цьому налагодив відносини з навабами Бенгалії, князівствами Маніпур та Твіпра, остаточно усунув загрозу з боку нападів Ахому. Все це сприяло поступовому відродження господарства та торгівлі.
У квітні 1731 року під час військової кампанії до князівства Куч-Біхару проти нього повстав зять (за іншими відомостями швагер) Сандатурія, який повалив Сандавізаю I, захопивши владу.